# Aífe
Aífe (Aoife, Aoifa) – w mitologii celtyckiej wojowniczka z Alby, córka Ard-Greimne.
Jej siostra Scáthach uczyła ulseterskiego bohatera Cúchulainna sztuki walki. Gdy obie siostry wyruszyły na wojnę, Scáthach nie chciała zabrać go ze sobą, w obawie iż Aífe go zabije.
Cuchulainn nie uląkł się jednak wojennej sławy Aífe i wyzwał ją na pojedynek. Przed walką zapytał jej siostry, co Aífe kocha najbardziej, a ona odpowiedziała mu że jej siostra nade wszystko ceni swój rydwan. Początkowo zgodnie z przewidywaniami, Aífe zyskała przewagę, ale w krytycznym momencie Cúchulainn odwrócił jej uwagę, krzycząc, że koniowi z jej rydwanu grozi niebezpieczeństwo. Później Aífe została kochanką Cúchulainna, podarowała mu włócznię Gae Bulg i urodziła mu syna imieniem Conlai.